# SUNSAT
SUNSAT is een microsatelliet die ontworpen en gemaakt is door studenten van de Universiteit Stellenbosch en is de eerste microsatelliet die in Zuid-Afrika ontwikkeld is. SUNSAT is ontwikkeld door post-graduate ingenieursstudenten van Universiteit Stellenbosch.
De microsatelliet is op 23 februari 1999 met een Delta II-raket gelanceerd vanaf de Vandenberg Air Force Base in de Verenigde Staten. De AMSAT-aanduiding was SO-35 (Sunsat Oscar 35).
SUNSAT ontleent haar naam aan de officiële afkorting van de Universiteit Stellenbosch (SUN) tezamen met het eerste deel van het woord satelliet (SAT).

## Specificaties
- Afmetingen: 45 x 45 x 60 cm
- Massa: 64 kg
- Gelanceerd door: Delta II raket, Missie P-91
- Budget: US $ 5 miljoen (bij benadering)
- Levensduur: 4 tot 5 jaar (levensduur van de NiCd-accu)
- Hoofdfuncties:
  - Amateurradiocommunicatie
  - Uitwisseling van data
  - Stereo multispectrale imager
- Standregeling door Gravity gradiënt en magnetorquers, reactiewielen bij het fotograferen
- Nauwkeurigheid: 3 mrad pitch/roll, 6 mrad yaw
- Twee Micro Particle Impact Detectors werden opgenomen in de satelliet om als onderdeel van de experimenten in de ruimte te dienen
  - Een team (Zaahied Cassim en Rashid Mohamed) van Pentech hebben circuits ontworpen en gebouwd voor hun eigen en de door NASA geleverd sensoren

## Camera
- Pixelgrootte: 15 m x 15 m
- Beeldbreedte: 51.8 km